# Aphilopota ochrimacula
Aphilopota ochrimacula là một loài bướm đêm trong họ Geometridae.